# Gyponana fortuna
Gyponana fortuna är en insektsart som beskrevs av Delong och Wolda 1982. Gyponana fortuna ingår i släktet Gyponana och familjen dvärgstritar. Inga underarter finns listade i Catalogue of Life.